# 賢人会議
賢人会議（けんじんかいぎ、英語：Witenagemot）とは、政府首脳や専門機関代表、学者らで構成する会議のこと。

## 賢人会議の起源

### ウェテナイェモート
アングロ・サクソン時代の英国において国王を中心に聖職者、貴族、従士により構成、大事を決した集会を発祥とする会議体の名称で、発祥国である英国ではウェテナイェモート（Witenagemot）といい、日本語では賢者会議、賢人会議と訳される。

## 国際賢人会議
今日では国際会議の通称または名称としても使用され、これらの場合、国際賢人会議ともいう。多国間で開催されるものや二国間・三国間で開催される会議体も見られる。

### 地球環境賢人会議
地球環境の保全を巡る賢人会議としては地球環境賢人会議があり、1992年（平成4年）1月27日には同年4月に開催される同会議を前に名誉議長を務める日本の竹下登元首相とノルウェーのグロ・ハーレム・ブルントラント首相（当時）が東京都内のホテルで会談し、地球温暖化対策に消極的な米国の前向きな姿勢を引き出す必要性について認識を共有したことが当時の日本で報道されている。同年4月、国連環境開発会議の主催により東京都内で開催された地球環境賢人会議では「環境と開発資金に関する東京宣言」が採択された。同宣言では地球環境の破壊防止は人類共通の使命であることを強調。先進国に消費パターンの変革を迫る内容となった。また、先進国の途上国支援の財源として環境税の導入や民間資金の活用などを盛り込んだ。また同宣言では具体的には発展途上国の経済成長に先進国が責任を持つことを明記し、地球サミットで策定が予定された「アジェンダ21」（二十一世紀地球環境行動計画）の達成に向け先進国から年間1250億米ドルの資金提供が必要だとする事務局試算が支持を受け、同月17日に閉幕した。

### 核軍縮の国際会議の通称としての賢人会議
核軍縮をめぐる賢人会議としては、「核不拡散・核軍縮に関する国際委員会」（ICNND〈International Commission on Nuclear Non-proliferation and Disarmament〉）の通称として、国際賢人会議という語が用いられる。日本と豪州が共同で主導する、核兵器廃絶に向けた国際的な取り組みが挙げられる。同委員会は2008年（平成20年）に創設され世界各国の首脳や外相・国防相、原子力機関代表、有識者らが委員として参加し、中長期的な視点に立って核兵器のない世界を実現するための行動計画を策定、核拡散防止条約再検討会議に提出している。

### 核軍縮の実質的な進展のための賢人会議
同じく核軍縮における賢人会議としては、日本の岸田文雄外相の提唱で2017年（平成29年）に発足した「核軍縮の実質的な進展のための賢人会議」がある。同賢人会議は核兵器保有国と非核保有国との間で核軍縮を巡る対立が深まったことを踏まえ、諸国間の信頼関係の再構築と核軍縮の進展につなげることを主眼に日本の外務省が主催したもので、座長にはアジア経済研究所所長の白石隆が就任。核兵器のない世界に向けた政策提言を取りまとめている。同賢人会議は同年11月27日、広島市で開催され、米国やロシアなどの核保有国と豪州、ドイツなどの非核保有国、核兵器禁止条約に賛成したエジプトやニュージーランドの研究者や外交官など計16人で構成し、2017年の会議では被爆地の広島・長崎から小溝泰義広島平和文化センター理事長、朝長万佐男日本赤十字長崎原爆病院名誉院長らが出席している。会議当日は参加者らで広島市内の平和記念公園で原爆死没者慰霊碑に参拝した後、広島平和記念資料館で被爆者の女性から英語の解説を聞くなど、原爆の被害について案内が行われた。オープニングセッションでは、座長の白石の講演で「核兵器なき世界」に向けた各国共通の基盤を見つける意義が提唱され、その後、参加国間による協議が行われた。27、28日にわたる同会議では核軍縮に向けた具体的な方策が検討されたが、核保有国、非核保有国の委員の認識の差が埋まらず閉幕。橋渡し役の日本には難しい舵取りとなった。

### 世界経済フォーラムの異称・通称としての賢人会議
毎年1月、スイスのダボスで開催される世界経済フォーラムの年次総会 ダボス会議は世界各国の政財界首脳、学者らが参加することから賢人会議とも称される。

### 日中韓賢人会議
極東地域では2008年（平成20年）、日本、中国、韓国による日中韓賢人会議が開催され、中国の銭其琛元副首相が基調講演し「中日関係、中韓関係を発展させ、三カ国間の互恵協力関係を築く必要がある」と強調したことが報道された。

### 日韓賢人会議
また、2015年（平成27年）3月12日には森喜朗元首相ら日韓国両国の政財界関係者による日韓賢人会議が発足することが明らかになり、同月22日初会合が行われ、その後、日本及び韓国でも会合を持ち両国政府への提言を行うことが示された。日本側の参加者としては福田康夫元首相、河村建夫日韓親善協会中央会長代行、茂木友三郎キッコーマン名誉会長らの名が連なり、韓国側から李洪九元首相ほか李承潤元首相らが参加することが当時報道されている。

## その他の用例
その他、日本などでは食品安全委員会を「賢人会議」と形容して報道する例や、「日本賢人会議所」や「九州賢人会議所」など一般社団法人の名称として用いられる例が知られる。賢人会議所はこれまで社会で会社経営者として活躍した高齢者の知恵を社会に還元する役割を目的に民間で設立された団体で、就労、医療、教育など7分野からなる部会を定め、雇用促進や出前講座の開催に向けた事業を行うとされる。2014年(平成26年)7月29日に設立された九州賢人会議所の会長には松尾新吾九州電力相談役が就任。同日の発足式では高齢者の側から社会を支える思いを述べた。

### 文献資料
- フランク・B・ギブニー編集『ブリタニカ国際大百科事典小項目事典　第2版改訂 [21]』（ティビーエス・ブリタニカ　1991年）
- 松村明監修『大辞泉上巻第2版』(小学館、2012年)ISBN 4095012137
- 松村明編『大辞林 第3版』（三省堂、2006年）ISBN 4385139059

### 報道資料
- 『朝日新聞』2017年12月6日朝刊広島1・2版
- 『産経新聞』2017年11月24日東京朝刊
- 『日本経済新聞』2017年5月1日朝刊
- 『毎日新聞』1992年1月27日東京夕刊
- 『毎日新聞』1992年4月18日大阪朝刊
- 『毎日新聞』2014年7月30日西部朝刊
- 『毎日新聞』2017年11月29日東京朝刊
- 『読売新聞』2014年7月30日西部朝刊
- 『読売新聞』2015年3月13日東京朝刊
- 『読売新聞』2015年9月8日東京朝刊
- 『読売新聞』2017年11月28日大阪朝刊広島版